# Smirnenski (obwód Ruse)
Smirenski (bułg. Смирненски) – wieś w północnej Bułgarii, w obwodzie Ruse, w gminie Wetowo.